# 小行星7081
小行星7081（英語：7081 Ludibunda）是一颗围绕太阳公转的小行星。1987年8月30日，P. Wild在齐美尔瓦尔德发现了此天体。
这颗小行星的绝对星等为131.0912681612691等。